# Steinhausen an der Rottum
Steinhausen an der Rottum település Németországban, azon belül Baden-Württembergben. Lakosainak száma 2174 fő (2023. december 31.). Steinhausen an der Rottum Rot an der Rot és Erlenmoos községekkel határos.

## Népesség
A település népessége az elmúlt években az alábbi módon változott:
| Lakosok száma | 1628 | 1921 | 2092 | 2141 | 2152 | 2186 | 2174 |
|               | 1975 | 2010 | 2017 | 2019 | 2021 | 2022 | 2023 |